# Thomas McCall

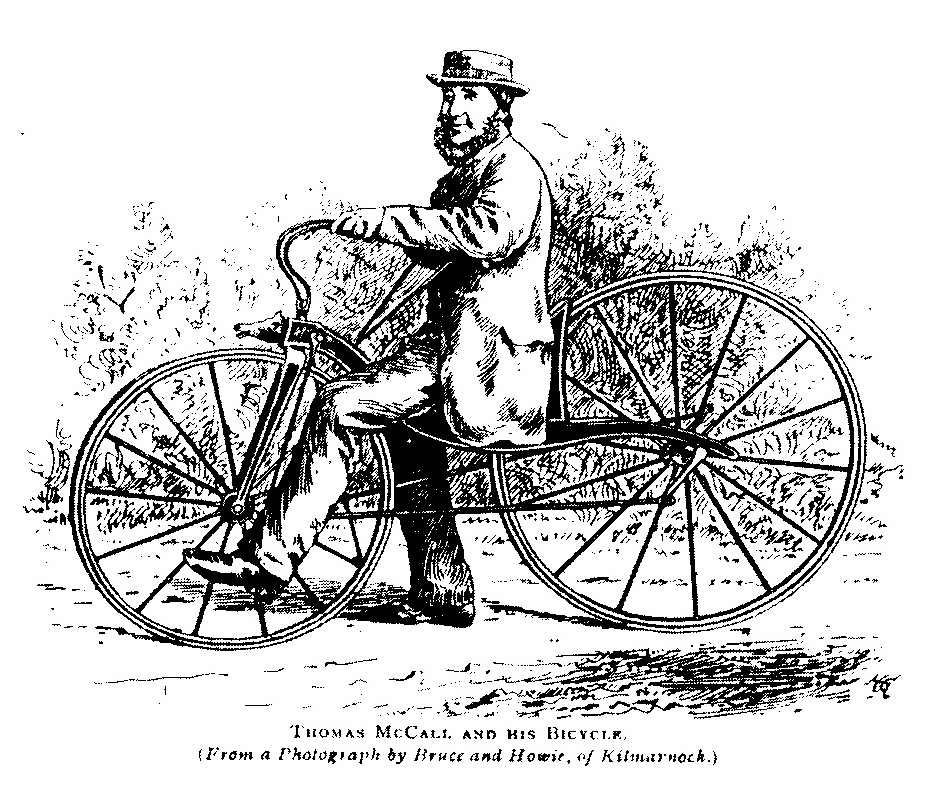
Thomas McCall auf seinem Veloziped 1869

Thomas McCall (* 1834 in Penpont, Dumfries and Galloway; † 1904 in Kilmarnock) war ein schottischer Stellmacher, der 1869 ein Stangenveloziped baute. Der Stuttgarter Turnlehrer Johann Friedrich Trefz entwickelte 1869 ebenfalls ein Hinterradantrieb mittels Stangen.